# Kenya ved sommer-OL 2016
Kenya  deltog ved Sommer-OL 2016 i Rio de Janeiro som blev arrangeret i perioden 5. august til 21. august 2016.

## Medaljer
| 2016 Rio de Janeiro | Guld | Sølv | Bronze | Total |
| Kenya               | 6    | 6    | 1      | 13    |

### Medaljevinderne
| Kenya under sommer-OL 2016 i Rio de Janeiro | Kenya under sommer-OL 2016 i Rio de Janeiro | Kenya under sommer-OL 2016 i Rio de Janeiro | Kenya under sommer-OL 2016 i Rio de Janeiro | Kenya under sommer-OL 2016 i Rio de Janeiro |
| Medalje                                     | Navn                                        | Sport                                       | Event                                       | Dato                                        |
| ------------------------------------------- | ------------------------------------------- | ------------------------------------------- | ------------------------------------------- | ------------------------------------------- |
| Guld                                        | Jemima Sumgong                              | Atletik                                     | Kvindernes marathon                         | 14. august                                  |
| Guld                                        | David Rudisha                               | Atletik                                     | Mændenes 800 m                              | 15. august                                  |
| Guld                                        | Faith Kipyegon                              | Atletik                                     | Kvindernes 1500 m                           | 16. august                                  |
| Guld                                        | Conseslus Kipruto                           | Atletik                                     | Mændenes 3000 meter forhindringsløb         | 17. august                                  |
| Guld                                        | Vivian Cheriuyot                            | Atletik                                     | Damernes 5000 m                             | 20. august                                  |
| Guld                                        | Eliud Kipchoge                              | Atletik                                     | Mændenes marathon                           | 21. august                                  |
| Sølv                                        | Vivian Cheriuyot                            | Atletik                                     | Damernes 10.000 m                           | 12. august                                  |
| Sølv                                        | Paul Tanui                                  | Atletik                                     | Mændenes 10.000 m                           | 13. august                                  |
| Sølv                                        | Hyvin Jepkemoi                              | Atletik                                     | Damernes 3000 m forhindringsløb             | 15. august                                  |
| Sølv                                        | Boniface Mucheru                            | Atletik                                     | Mændenes 400 m hækkeløb                     | 18. august                                  |
| Sølv                                        | Hellen Obiri                                | Atletik                                     | Damernes 5000 m                             | 20. august                                  |
| Sølv                                        | Julius Yego                                 | Atletik                                     | Mændenes spydkast                           | 20. august                                  |
| Bronze                                      | Margaret Wambui                             | Atletik                                     | Damernes 800 m                              | 20. august                                  |

## Svømning

### Resultater
| Dato      | Disciplin | H/D   | Udøver       | Indledende heat | Indledende heat | Semifinale          | Semifinale          | Finale              | Finale              |
| Dato      | Disciplin | H/D   | Udøver       | Tid             | Placering       | Tid                 | Placering           | Tid                 | Placering           |
| --------- | --------- | ----- | ------------ | --------------- | --------------- | ------------------- | ------------------- | ------------------- | ------------------- |
| 7. august | 100 m ryg | Damer | Talisa Lanoe | 1:10,02         | 33              | ude af konkurrencen | ude af konkurrencen | ude af konkurrencen | ude af konkurrencen |